# Osvaldo Boelcke
Osvaldo Boelcke (5 de octubre de 1920 - 6 de junio de 1990) fue un agrónomo, y botánico argentino que trabajó sobre las floras de Argentina y de Chile.

## Biografía
Estudió agronomía en la Universidad Nacional de La Plata, obteniendo su graduación en 1945.
Fue profesor titular de la cátedra de "Botánica Agrícola" de la FAUBA e Investigador del Consejo Nacional de Investigaciones Científicas y Técnicas (CONICET). 
Fue un destacado especialista de la familia botánica de las Brassicaceae, y de materias prácticas de pasturas y vegetación. En 1952 describió por primera vez la especie Lithodraba mendocinensis, única miembro del género Lithodraba y presente solo en Argentina. Publicó los tratamientos florísticos correspondientes para las floras de la Provincia de Buenos Aires, Flora ilustrada de Entre Ríos, Flora patagónica, además de colaborar con las de Jujuy, San Juan, Corrientes, centro del país, Flora de Paraguay y de Santa Catarina. En 1956 marcharía al exilio por razones políticas continuando su trabajo en Paraguay y Brasil.
Fue vicepresidente del CONICET y presidente del "Comité Argentino para el Programa Biológico Internacional". Fue  también coordinador argentino del programa internacional "Transecta Botánica de Patagonia Austral", realizado en forma conjunta entre Argentina, Chile y Gran Bretaña.
Gracias a su gestión se concretó en la Facultad de Agronomía de Buenos Aires, la construcción del edificio albergue de las colecciones del Herbario Gaspar Xuarez. Boelcke donó su rica e importante biblioteca y herbario particulares a la Facultad de Agronomía, de la UBA. Publicó más de 50 trabajos científicos. Fue Jefe de la Unidad Botánica del Centro de Estudios Farmacológicos y Principios Naturales, institución dependiente del CONICET, desde 1975.
El 6 de junio de 1990 fallece a los 70 años.

## Obra
- o. Bolecke. 1986. Notas sobre crucíferas argentinas II: dos nuevas especies chaqueñas del género 'Lepidium' y sinopsis de sus especies en el NE Argentino y países vecinos. 27 pp.
- -------------. Plantas vasculares de la Argentina. ISBN 950-504-490-9
- -------------. Plantas vasculares de la Argentina. Tomo II. ISBN 950-504-386-4
- -------------. Plantas vasculares de la Argentina. Tomo III. ISBN 950-504-438-0
- -------------. Plantas vasculares de la Argentina. Tomo IV. ISBN 950-504-491-7
- -------------. Plantas vasculares de la Argentina nativas.
- -------------. Plantas vasculares de la Argentina nativas. Tomo III. ISBN 950-504-428-3
- -------------, alda Vizinis. 1986. Plantas vasculares de la Argentina nativas y exóticas. 55 pp. ISBN 950-504-344-9 ISBN 950-504-349-X
- -------------, Arturo Burkart, ángel l. Cabrera. 1968. Suma agrosotológica: editada en memoria de Lorenzo Raimundo Parodi. Vol. 12 Boletín de la Soc. Argentina de Botánica. Contribuyó Lorenzo R. Parodi, 	415 pp.
- -------------, isaac Echeverría. 1950. Valor y comportamiento de mezclas forrajeras comerciales para praderas permanentes en la región de Pergamino. Vol. 26 Publicación, Estación Experimental Pergamino, 50 pp.
- -------------. 1946. Estudio morfológico de las semillas de Leguminosas Mimosoideas y Caesalpinioideas de interés agronómico en la Argentina. Darwiniana 7 (2): 240-322

## Honores
- 1957: premio Holmberg[1]
- 1985: premio Perito F.P. Moreno

### Eponimia
- Biblioteca sectorial de botánica Ing. Bolecke, Universidad Nacional del Sur.[3]

Género
- (Scrophulariaceae) Boelckea Rossow[4]

Especies (21 + 2 + 2 registros)
- (Asteraceae) Haplopappus boelckei Tortosa & Adr.Bartoli[5]

- (Brassicaceae) Lepidium boelckeanum Prina[6]

- (Fabaceae) Adesmia boelckeana Burkart[7]

- (Poaceae) Poa boelckei Nicora[8]
- La abreviatura «Boelcke» se emplea para indicar a Osvaldo Boelcke como autoridad en la descripción y clasificación científica de los vegetales.[9]